# Công giáo tại Bhutan
Giáo hội Công giáo tai Bhutan là một phần của Giáo hội Công giáo Hoàn vũ, dưới sự lãnh đạo tinh thần của Giáo hoàng ở Vatican. Vương quốc Bhutan thuộc thẩm quyền của Giáo phận Darjeeling (Ấn Độ).

## Thế kỷ 21
Có khoảng 1000 người Công giáo ở trong nước và các Kitô hữu của tất cả các giáo phái đều bị cho là bị phân biệt đối xử. Tôn giáo chính thức là Phật giáo và các vị truyền giáo Công giáo đã bị từ chối nhập cảnh. Vào ngày Chủ nhật Palm, ngày 8 tháng 4 năm 2001, cảnh sát Bhutan đến nhà thờ và ghi nhận lại tên của các tín đồ và đe dọa tống giam một linh mục sau khi thẩm vấn.
Việc các Cơ-Đốc Nhân nắm giữ các dịch vụ công cộng và các linh mục thường bị từ chối nhập cảnh vào nước này. Hiến pháp Bhutan bảo vệ quyền tự do tôn giáo cho công dân Bhutan. Tuy nhiên, việc cải đạo là không được phép. Điều 7.4 quy định: "Công dân Bhutan có quyền tự do tư tưởng và lương tâm. Không ai bị ép buộc phải thuộc về một đức tin khác bằng phương tiện cưỡng chế hoặc khích lệ."
Linh mục Công giáo Bhutan đầu tiên của Bhutan, Kinley Tshering, SJ được phong chức vào năm 1986. Ban đầu ông bị các nhà truyền giáo khích lệ cải đạo, nhưng sau một cuộc gặp với Mẹ Têrêsa, ông quyết định trở thành một linh mục Công giáo. Là công dân của đất nước, ông đi lại một cách tự do ở Bhutan, và cử hành kỷ niệm Thánh lễ Giáng sinh dưới cái cớ sinh nhật của ông vào ngày 24 tháng 12. Ông cũng được cho là người đầu tiên cải đạo từ Phật giáo sang đức tin Kitô giáo ở Bhutan. Bhutan chưa bao giờ có quyền tài phán theo cấp bậc Công giáo bản địa, nhưng được Giáo phận Darjeeling bảo trợ.
Tổng giám mục Guwahati ở bang Assam của Ấn Độ láng giềng viếng thăm người Công giáo trên khắp đất nước vào năm 2011 dưới một vỏ bọc của một chương trình đào tạo cho người Bhutan trẻ tuổi.